# Zona d'operazioni del Litorale adriatico
La Zona d'operazioni del Litorale adriatico, in acronimo OZAK (acronimo di Operationszone Adriatisches Küstenland), fu un territorio annesso "de facto" alla Germania nazista e comprendente le province italiane di Udine, Gorizia, Trieste, Pola, Fiume, e Lubiana. Fu creato assieme alla Zona d'operazioni delle Prealpi nel settembre 1943, a seguito dell'occupazione tedesca dell'Italia centro-settentrionale e dell'istituzione del regime collaborazionista della Repubblica Sociale Italiana, di cui faceva solo teoricamente parte. Mentre per il resto dell’Italia venne stabilito il regime di “territorio occupato” sottoposto all’autorità militare germanica, per l’area alpina orientale ed alto adriatica, i nazisti scelsero il modello della “zona d’operazioni”, di un territorio cioè non solo occupato militarmente, ma anche direttamente sottoposto all’autorità civile ed amministrativa germanica, incarnata nelle figure dei “Supremi Commissari”, con funzioni che non erano limitate al sostegno all’azione delle autorità militari, ma andavano a costituire veri e propri organi periferici di controllo e di potere del Reich.

## Storia

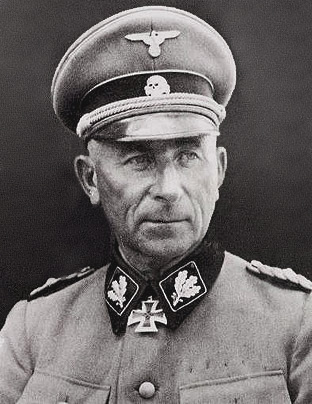
L’Operazione Nubifragio con cui i tedeschi assunsero il controllo militare nella Zona d'operazioni del Litorale adriatico venne coordinata dal generale Paul Hausser, comandante della 2. Panzerkorps-SS

L'8 settembre, a seguito dell'Armistizio di Cassibile con gli Alleati, le autorità tedesche occupanti costituirono la Zona d'operazioni del Litorale adriatico, deputata alle operazioni militari del Terzo Reich, che comprendeva, a partire dal settembre 1943, le Province di Udine, Gorizia, Trieste, Pola, Fiume, con a capo il Gauleiter della Carinzia Friedrich Rainer. L'amministrazione civile passò ufficiosamente nelle mani del Supremo Commissario Rainer già dal 10 settembre, mentre contemporaneamente veniva istituita anche la "Zona d'operazioni delle Prealpi", guidata da Franz Hofer.
In ottobre con l'operazione Nubifragio i tedeschi assunsero il controllo della Venezia Giulia, della provincia autonoma di Lubiana e dell'Istria, che erano state occupate dai partigiani jugoslavi.

### Amministrazione del litorale
Rainer, che fissò la propria sede inizialmente a Klagenfurt, nominò a Trieste un suo rappresentante, il dottor Wolsegger, nonché il Capo della Provincia ed il podestà della città giuliana, capoluogo del Litorale, rispettivamente Bruno Coceani e Cesare Pagnini. A Bruno Coceani fu affidato anche il controllo e la supervisione delle altre prefetture della regione giuliana, in due delle quali vennero nominati anche due coprefetti croati (a Fiume Frank Spehar accanto all'italiano Alessandro Spalatin e a Pola Bogdan Mogorovič accanto a Ludovico Artusi).
Con ordinanza del 15 ottobre ma con valore retroattivo dal 29 settembre, concentrò inoltre tutto il potere nelle sue mani, mentre già dal 21 settembre aveva nominato per la provincia di Lubiana capo dell'amministrazione civile Leon Rupnik, a cui fu affiancato come capo della polizia Erwin Rösener. Si realizzò così il predeterminato disegno di Himmler, Joseph Goebbels (che ne fece varie menzioni nel suo diario, aspirando anche all'annessione del Veneto), Rainer e Hofer di occupare militarmente (l'invasione del nord Italia scattò subito dopo la conclusione dell'armistizio fra Badoglio e gli Alleati), e poi annettere a guerra conclusa tutti quei territori nordorientali che furono un tempo sotto il dominio asburgico.
Paradossalmente, il più tiepido verso questi progetti fu proprio Adolf Hitler: negli anni Trenta il dittatore credeva erroneamente che l'Italia fosse una grande potenza la cui alleanza si sarebbe rivelata decisiva nel perseguimento del suo progetto di conquista del mondo: di fronte ad un così ampio obiettivo, il problema di una singola provincia diveniva irrilevante. Solo dopo che l'evolversi della guerra smascherò come un clamoroso bluff il militarismo fascista, il Führer si lasciò convincere ad assecondare i piani dei suoi gerarchi.

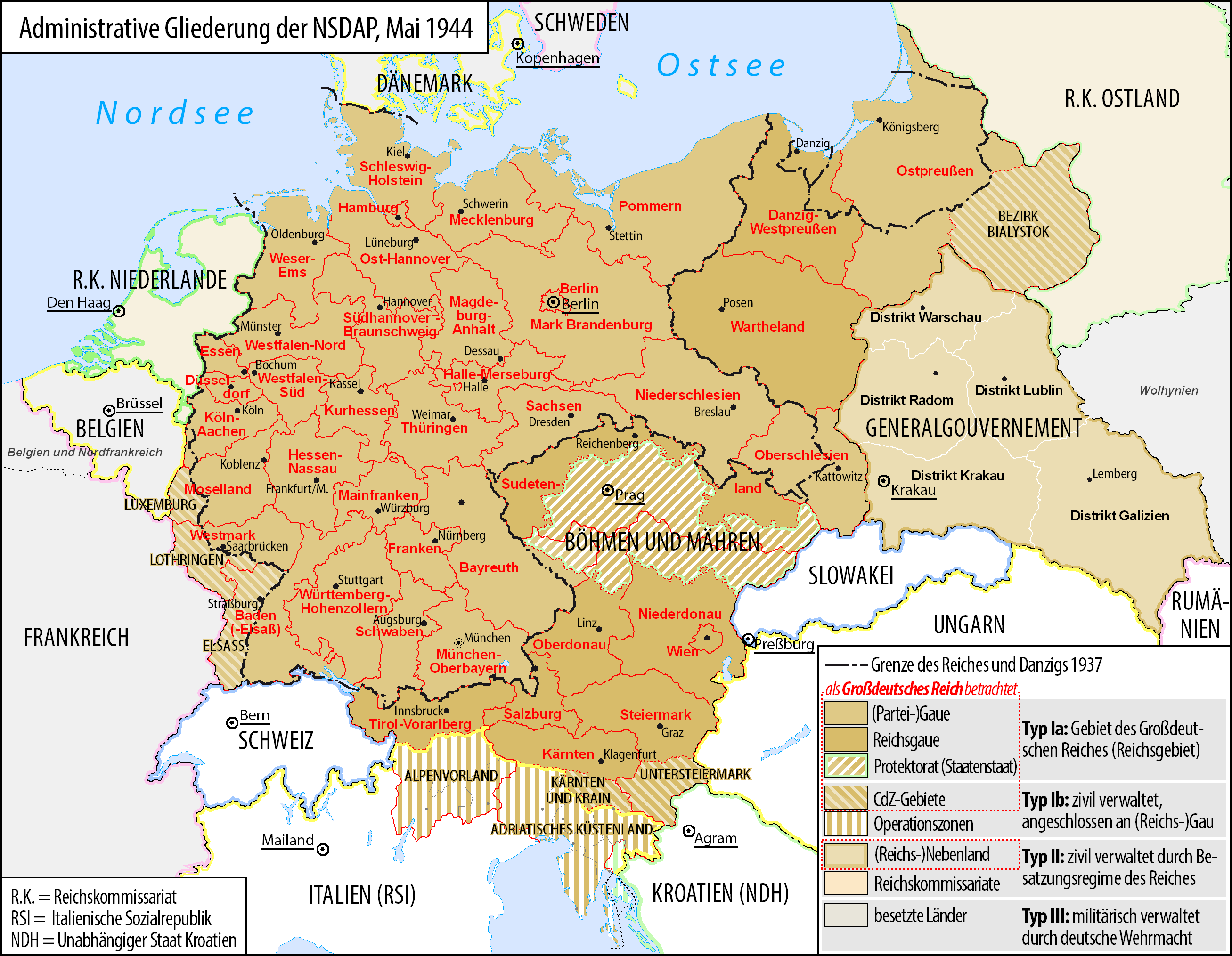
Il Grande Reich Tedesco nel 1944, comprendente le zone di operazione militare sottoposte a diretto controllo tedesco

(alla data del 13 ottobre 1941, dal Diario di Galeazzo Ciano)

### Persecuzione degli ebrei e repressione del dissenso
In principio l'ordinanza di creazione delle zone di operazioni doveva rimanere segreta per non interferire con le trattative per la ricostituzione di un governo fascista al nord ma, non appena il governo della Repubblica Sociale Italiana fu ricostituito e Badoglio dichiarò guerra ad Hitler il 13 ottobre 1943, le vere intenzioni della Germania nazista non furono più nascoste.
I tedeschi, con l'aiuto determinante di formazioni collaborazioniste fasciste, imposero la propria autorità con ferma determinazione, compiendo estesi rastrellamenti che portarono alla cattura di circa 5000 oppositori e militari badogliani, e alla eliminazione di circa 3700 aderenti alle formazioni partigiane o loro presunti sostenitori. Gli scontri più cruenti sono avvenuti durante la battaglia di Gorizia ed in Istria. In un comunicato emesso il 13 ottobre 1943 annunciarono la completa 'pacificazione' del territorio.
Il Supremo Commissario Rainer nominò dei "deutsche Berater", consiglieri amministrativi dei prefetti italiani (14 ottobre 1943), creò la polizia economica ed uno speciale ufficio per la lotta al mercato nero ed allo "strozzinaggio", decise la costituzione del Tribunale Speciale di Sicurezza Pubblica (22 ottobre 1943) per giudicare gli atti di ostilità alle autorità tedesche, la collaborazione col nemico, le azioni di sabotaggio; questo Tribunale non aveva un secondo grado di giudizio, non era obbligato a seguire le norme procedurali consuete e le domande di grazia potevano essere inoltrate ed accettate solo da Rainer.
Furono inoltre respinte le nomine prefettizie e dei podestà emanate dalla RSI, le chiamate alle armi del governo fascista furono costantemente osteggiate e rese operative solo su base volontaria, tanto che su 100 volontari che si presentavano, il Supremo Commissario ne inviava solo 5 alle formazioni militari repubblicane, privilegiando invece il reclutamento nelle organizzazioni di lavoro, di costruzione o direttamente nella polizia tedesca.

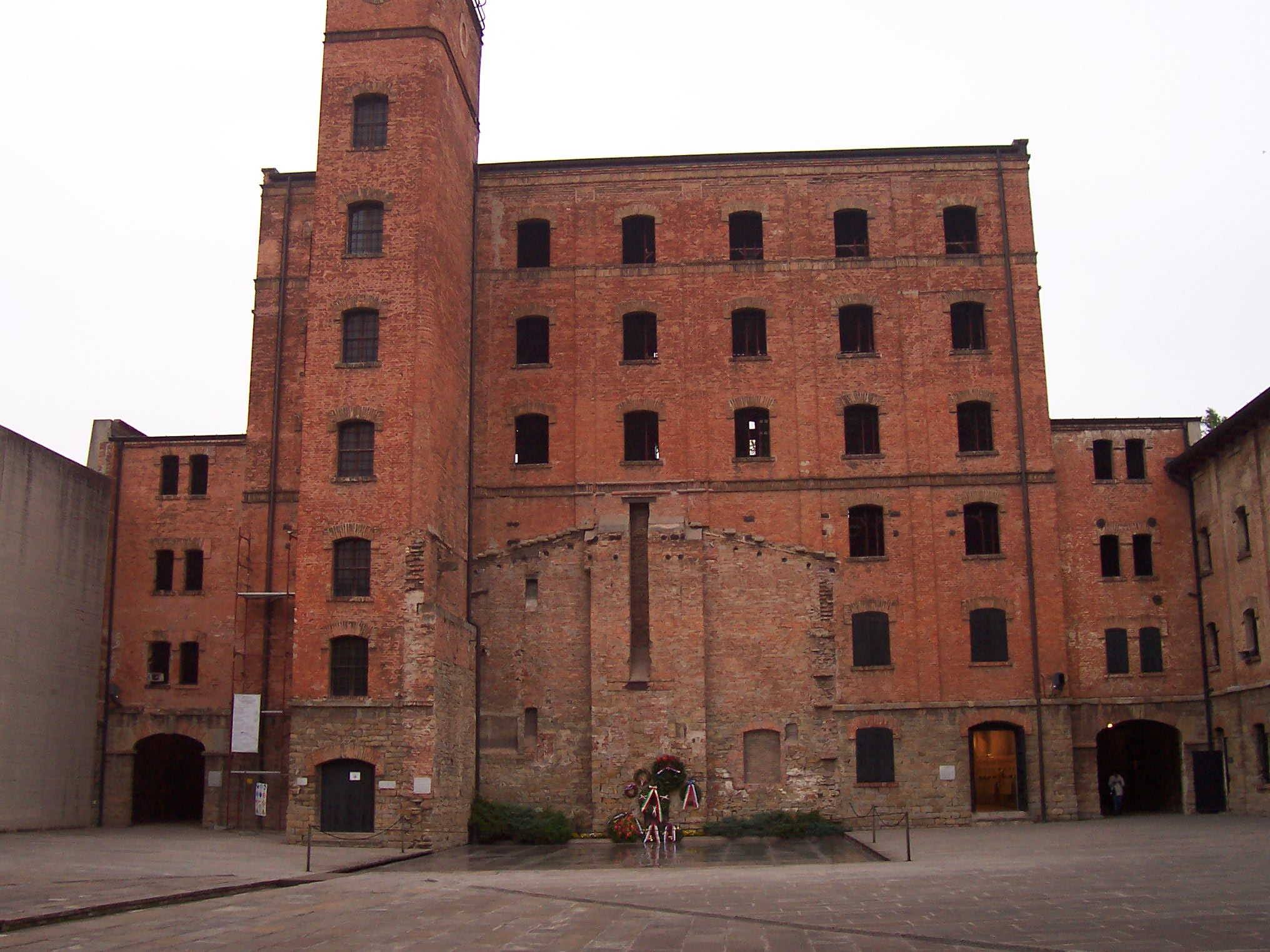
Risiera di San Sabba: luogo di smistamento degli ebrei e detenzione, tortura ed eliminazione degli dissidenti.
Nell'immagine: traccia della struttura dove si trovava il forno crematorio, venne fatta saltare dai tedeschi in fuga.

Fu reso obbligatorio il permesso di soggiorno per le persone che intendevano fermarsi nell'OZAK per un periodo superiore ai sette giorni, la sottomissione dei militari italiani ai comandi tedeschi, il controllo dell'economia e delle esportazioni verso le altre province della RSI e l'estero, la spoliazione dei beni industriali, culturali, militari ed ebraici attraverso la società "Adria", creata a questo fine.
La Gazzetta Ufficiale fu soppressa e sostituita dal “Bollettino del Supremo Commissario” ciclostilato in quattro lingue e dal giornale propagandistico Adria Zeitung. In esso Rainer dichiarava che l'Italia Nordorientale era stata maltrattata dal governo fascista e che la popolazione, composta da una razza affine ai tedeschi, sperava nell'annessione al Terzo Reich.
In effetti, dopo la creazione della RSI, all'interno delle gerarchie del Reich nacque l'idea di annettersi come minimo l'Alto Adige. Goebbels propose di comprendere nella Grande Germania perfino tutto il Veneto, con la motivazione che per un certo periodo era stato sotto il controllo austriaco ed al suo interno contava minoranze germaniche.
Il 3 aprile 1944 i tedeschi fucilarono al poligono di Opicina 71 ostaggi, scelti a caso tra i detenuti delle carceri triestine, per rappresaglia allo scoppio di una bomba ad orologeria, che il giorno precedente, in un cinema di Opicina, aveva provocato la morte di 7 militari germanici. I cadaveri degli ostaggi vennero utilizzati per collaudare il nuovo forno crematorio costruito in Risiera, che da allora, fino alla data della liberazione, fu adoperato per bruciare i corpi dei reclusi della Risiera di San Sabba, soppressi dal personale carcerario ivi operante. In questo campo di concentramento operarono vari criminali di guerra fra cui Ernst Lerch, Christian Wirth, Dietrich Allers, Franz Stangl, Kurt Franz, Otto Stadie, Joseph Oberhauser.
La Risiera di San Sabba veniva usata eminentemente come campo di smistamento di oltre 8000 deportati provenienti dalle province orientali destinati agli altri campi di concentramento tedeschi, principalmente al campo di Dachau. Tra i deportati vi furono più di 1450 ebrei; alcune decine di ebrei trovarono invece la morte all’interno della Risiera (accertate fino ad ora 28 vittime), perché considerati “non trasportabili”. 
La Risiera fu adoperata però anche come luogo di detenzione, tortura ed eliminazione di prigionieri sospettati di attività sovversiva nei confronti del regime nazista.
(Sito web della Comunità Ebraica di Trieste)

Per scoraggiare il compimento di azioni partigiane e intimidire la popolazione civile i nazisti compirono ulteriori rappresaglie e violenze:

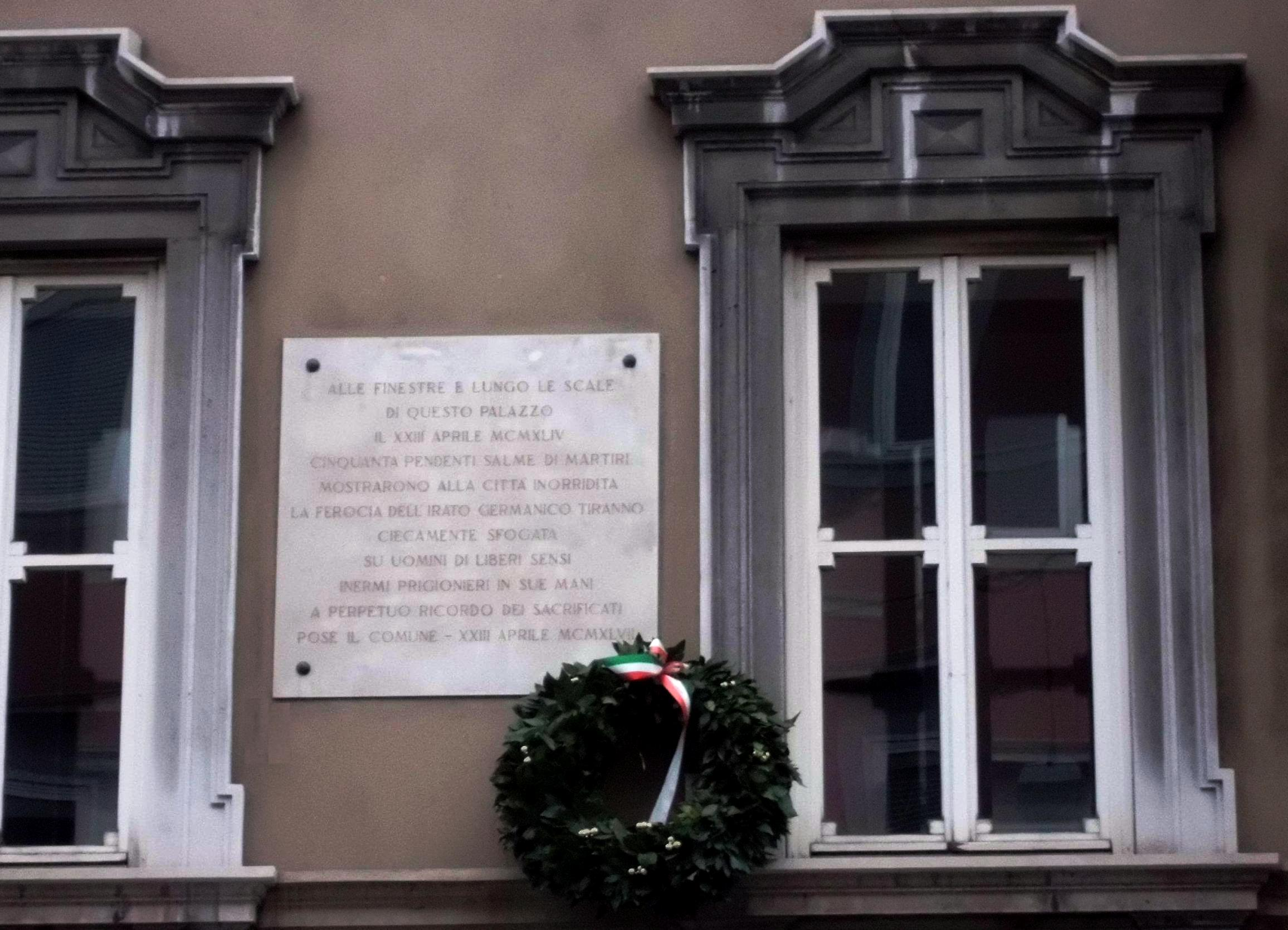
Lapide che ricorda l'eccidio di via Ghega del 23 aprile 1944

- In seguito al decesso di 5 tedeschi morti in un attentato dinamitardo partigiano avvenuto il 22 aprile 1944 alla Casa del soldato (Soldatenheim) a palazzo Rittmeyer, le autorità militari tedesche compirono il giorno successivo un eccidio di via Ghega, impiccando per rappresaglia nello stesso stabile 51 detenuti del carcere triestino del Coroneo.
- Seguirono numerose altre esecuzioni intimidatorie: tra cui l'impiccagione di 11 ostaggi presso la stazione ferroviaria di Prosecco (29 maggio 1944) e la fucilazione di 15 ostaggi al poligono di Opicina il 28 aprile 1945[15].
- Nell'ambito dell'operazione di rastrellamento nel circondario di Trieste, denominata operazione Castoro (Unternehmen Biber), il 27 febbraio 1944 reparti tedeschi prelevarono dai villaggi sloveni del Carso triestino circa 670 uomini dai 15 ai 65 anni e li inviarono ai lavori forzati nelle fabbriche e nelle campagne della Baviera.[16]
- Per rappresaglia i militari tedeschi incendiarono anche alcuni paesi: Caresana il 2 ottobre 1943, e Ceroglie, Malchina, Medeazza e Visogliano il 16 agosto 1944[16].[17]

Anche Gorizia fu duramente colpita dalle persecuzioni nazifasciste, che portarono la provincia di Gorizia ad essere la prima in Italia per numero di morti nei campi di sterminio nazisti, seguita dalle province di Firenze, Genova e Fiume.
Il Friuli e la Venezia Giulia, territori indiziati per un possibile sbarco alleato e base per lo sviluppo della più grande repubblica partigiana italiana, la Repubblica libera della Carnia del settembre-ottobre 1944, subirono numerosi rastrellamenti, distruzioni di villaggi, omicidi, rappresaglie e furono le ultime regioni ad essere liberate dagli Alleati, in quanto il territorio rappresentava l'unica via diretta per il ritorno delle truppe naziste nel Reich. La Carnia con l'operazione Ataman fu occupata dalle truppe cosacche, a cui fu concessa ampia autonomia dai tedeschi.
Ancor più pervicace fu l'occupazione della Provincia di Lubiana, un territorio frettolosamente annesso dall'Italia ma mai veramente integrato nell'unità nazionale: in quest'area fu buon gioco per le autorità tedesche perseguire una politica apertamente anti-italiana e filo-slovena, onde guadagnarsi facilmente una tranquilla gestione della popolazione locale. A sottolineare il governo tedesco diretto della zona, venne anche emessa una valuta d'occupazione, la lira di Lubiana.

### Collaborazionismo
- Gruppo corazzato S. Giusto – Mariano del Friuli
 (c.ca 130 uomini);
- 4ª compagnia del CXXXII battaglione fortificazione costiera – Udine (oltre 100 uomini);
- II battaglione del reggimento alpini “Tagliamento”
– Valle del Vipacco;
- V battaglione genio artieri Villa del Nevoso
 (oltre 300 uomini);
- XVI battaglione difesa costiera – Fiume
 (c.ca 350 uomini);
- XIV gruppo di artiglieria da posizione costiera – Muggia (c.ca 300 uomini);
- XVII gruppo di artiglieria da posizione costiera – Muggia (oltre 350 uomini);
- II battaglione genio autieri – Istria (oltre 550 uomini);
- I battaglione genio guastatori – Istria
 (oltre 100 uomini);
- XI gruppo artiglieria da posizione costiera – Fiume
(oltre 300 uomini);
- XII gruppo di artiglieria da posizione costiera – Fiume
(c.ca 250 uomini);
- XVII battaglione difesa Costiera – Pola-Fiume
 (oltre 600 uomini);
- VI battaglione genio artieri – Fiume-Pola
 (oltre 200 uomini);
- XIII gruppo di artiglieria da posizione costiera – Pola
(c.ca 350 uomini);
- 4ª compagnia trasmissioni (oltre 200 uomini);
- 1º e 3º reparto Salmerie e Carreggio.

- IX gruppo di artiglieria da posizione costiera – Trieste
(circa 250 uomini)
- XV Gruppo di artiglieria a posizione costiera – Trieste
(oltre 200 uomini)
- Battaglione “Volontari di Sardegna” – Pola-Trieste
(oltre 200 uomini).
- 5º reggimento della Milizia Difesa Territoriale
(o Landschutz Miliz) – Friuli (c.ca 2.900 uomini);
- 4º reggimento della Milizia Difesa Territoriale
(o Landschutz Miliz) – Gorizia (c.ca 1.000 uomini);
- 1º reggimento della Milizia Difesa Territoriale
(o Landschutz Miliz) – Trieste (c.ca 320 uomini);
- 2º reggimento della Milizia Difesa Territoriale
(o Landschutz Miliz) – Istria (c.ca 2.000 uomini);
- 3º reggimento della Milizia Difesa Territoriale
(o Landschutz Miliz) – Fiume (c.ca 1.500 uomini);

Sotto il controllo del comando SS di Trieste era posto anche l'Ispettorato Speciale di Pubblica Sicurezza,
(c.ca 200 uomini).
Il comandante militare della regione Ludwig Kübler ed il capo della polizia e delle SS Odilo Globočnik, avviarono una lotta crudele e senza quartiere al movimento partigiano friulano e slavo (quest'ultimo già molto forte sia in Friuli che nella Venezia Giulia) anche con l'utilizzo di forze collaborazioniste italiane e straniere. Nel Litorale operarono infatti vari reparti quali la Milizia per la Difesa Territoriale (il nome assunto dalla GNR nell'OZAK), la polizia di Pubblica Sicurezza (di cui fece parte la Banda Collotti), la Guardia Civica, due reparti regolari dell'esercito della RSI (Battaglione bersaglieri Mussolini e Reggimento Alpini Tagliamento), la Xª Flottiglia MAS (dal novembre '44 al febbraio '45), le Brigate nere, i battaglioni italiani volontari di polizia, la polizia tedesca e vari reparti sloveni, croati, serbi e cosacco-caucasici del XV SS-Kosaken Kavallerie Korps.

I collaborazionisti italiani coadiuvavano i tedeschi nelle operazioni di cattura dei presunti oppositori, e spesso non esitavano ad utilizzare i più spietati metodi di tortura per estorcere informazioni.
(Raoul Pupo, Adriatico amarissimo)
In provincia di Udine il maggior numero di interrogatori venne eseguito nella famigerata Caserma Piave a Palmanova in cui fu istituito uno dei più importanti centri di repressione per debellare la resistenza della Bassa Friulana; tra l’autunno 1944 e l’aprile 1945 vi furono imprigionati 543 partigiani, di cui solo 312 riuscirono ad uscirne vivi.
(Raoul Pupo, Adriatico amarissimo)
Le unità italiane alleate dei germanici, al momento della Liberazione, si sfaldarono oppure si unirono a quelle partigiane, mentre le truppe tedesche e quelle collaborazioniste slave si diressero, non riuscendo nel loro intento, verso la Carinzia.

Gaetano Collotti, venne catturato con un carico d'oro dai partigiani ad un posto di blocco a Olmi di San Biagio di Callalta (TV) assieme ad alcuni suoi agenti e all'amante in attesa di un figlio. Tutti furono portati alla Cartiera di Mignagola, dove i partigiani di Gino Simionato detto "Falco", li giustiziarono, compresa la donna incinta, insieme ad altri militi della Rsi e civili fascisti, tramite fucilazione.

Odorico Borsatti, già comandante di una unità delle SS Cacciatori del Carso e poi aguzzino alla Caserma Piave di Palmanova. Venne arrestato, processato e condannato a morte nel maggio 1945.
Friedrich Rainer e Odilo Globočnik tentarono un ultimo disperato tentativo di fuga, ma furono catturati fra gli ultimi giorni di aprile ed i primi di maggio.